# Mission: Impossible - Operation Surma
Mission: Impossible - Operation Surma è un videogioco stealth d'azione e avventura sviluppato da Paradigm Entertainment e pubblicato da Atari nel dicembre 2003 per Xbox, PlayStation 2, GameCube e Game Boy Advance.

## Trama
Ethan Hunt e la IMF (acronimo di Impossible Mission Force) scoprono grazie ad un dischetto consegnatoli da Marcou (che morirà poco dopo scoperto da un tenente a Vilstra, in Jugaria), che per evitare che vengano rubati dei dati top secret ai governi globali (ad esempio informazioni su armi nucleari), si deve distruggere Ice Worm, un virus molto potente in mano a Surma, una malefica corporazione internazionale, che può violare ogni sistema di sicurezza con conseguenze molto gravi, visto che Surma ha intenzione di usarle come armi di distruzione di massa.
Una volta completata questa missione con l'uccisione di Jong Ho Li (persona chiave della Los Muertos Corporation, "holding" di Surma) ed aver salvato e portato nell'IMF come collaboratrice Sofia Ivanescu dalla Jugaria, la quale era stata costretta proprio da Jong Ho Li e Simon Algo (dittatore della Jugaria e capo indiscusso di Surma) a creare Ice Worm, vengono sottratti all'IMF tutta una serie di informazioni dal database, che, oltre a causare disturbi alle telecomunicazioni tra Luther (Hacker e amico di Ethan) e lo stesso Ethan, rischia di far sì che quelle informazioni vengano utilizzate in modo negativo, come ad esempio per la fabbricazione di neurodiossine.
Risolto il problema delle comunicazioni sulla torre di comunicazione, neutralizzato momentaneamente il colonnello Berkut e rese inutilizzabili le neurodiossine, Ethan porta in salvo anche il padre di Sofia, il dottor Ivanescu (che era tenuto prigioniero proprio da Berkut nella prigione di Sansara) il quale collaborerà successivamente con Luther e Billy.
Perciò, parte una nuova operazione che porterà prima al salvataggio di Jasmine e Splevin, membri dell'IMF, ai quali aveva sparato Algo, poi all'uccisione di quest'ultimo dittatore, mediante un'operazione che vede Ethan salire sull'aereo quartier generale di Algo, eliminare quest'ultimo sui tetti dei palazzi jugariani, e nuovamente salvare Sofia la quale era stata scaraventata giù dall'aereo. Scagliato giù dall'aereo da Algo (non molto prima che quest'ultimo fosse ucciso) morirà invece Berkut, reo del fatto di aver fatto entrare a Sansara Etahn, Spelvin e Jasmine.
Alla fine del gioco, l'IMF ha quindi distrutto Ice Worm, neutralizzato le neurodiossine, eliminato Jong Ho Li e Simon Algo (il quale ha ucciso anche Berkut) e portato nell'IMF due nuovi agenti.

## Doppiatori originali
Tom Cruise, l'attore che interpreta Ethan Hunt nel film, non presta né il suo viso né la sua voce al personaggio del gioco. Gli attori del film che prestano le loro voci sono Ving Rhames, al personaggio di Luther Stickell e l'attore John Polson al personaggio di Billy Baird che riprendono i loro ruoli da Mission: Impossible 2.
- Steve Blum come Ethan Hunt
- Ving Rhames come Luther Stickell
- John Polson come Billy Baird
- Melinda Clarke come Sofia Ivanescu
- Kirk Thornton come Simon Algo / George Spelvin
- Mona Marshall come Jasmine Curry
- Steve Bulen come direttore Swanbeck / Vasyl Berkut

## Doppiatori italiani
- Roberto Chevalier come Ethan Hunt
- Alessandro Rossi come Luther Stickell
- Vittorio De Angelis come Billy Baird
- Pietro Ubaldi come Simon Algo / George Spelvin